# Acanthiza uropygialis
La acantiza culirroja (Acanthiza uropygialis) es una especie de ave Passeriformes, de la familia Pardalotidae, perteneciente al género Acanthiza. Es un ave endémica de Australia.

## Subespecies
- Acanthiza uropygialis augusta
- Acanthiza uropygialis uropygialis